# Sony Xperia Z5
Sony Xperia Z5 — флагман компании Sony, представленный 2 сентября 2015 года на выставке IFA 2015 в Берлине.

## История
Sony Xperia Z5 был представлен 2 сентября 2015 года на выставке IFA 2015. Вместе с ним были представлены Z5 Compact и Z5 Premium.
Новинка отличается от своего предшественника стальными краями, немного измененным дизайном и более мощной аппаратной составляющей.
В продажу Sony Xperia Z5 поступил в начале октября 2015 года.

## Особенности
В кнопку включения встроен сканер отпечатка пальцев, производящий идентификацию с помощью ультразвука. Отпечаток пальца может использоваться для разблокировки устройства, авторизации в веб-сервисах и совершения платежей в них.
Оптика в основной камере состоит из шести компонентов, что позволяет наводить резкость на объект за 0,03 секунды.
Смартфон имеет защиту от пыли и влаги по стандарту IP65 / IP68.
В начале февраля 2016 года первые пользователи начали получать обновление до Android 6.0 Marshmallow.

## Технические характеристики[5]

### Аппаратное обеспечение
Sony Xperia Z5 основан на процессоре Qualcomm Snapdragon 810 с графическим ядром Adreno 430 в сочетании с 3 Гб оперативной памяти.
Основная камера имеет разрешение 23 Мп с размером матрицы Exmor 1/2,3 дюйма. Присутствует функция быстрой наводки на объект. Фронтальная камера имеет разрешение 5 Мп без автофокуса.
Экран имеет диагональ 5,2 дюйма при разрешении 1920 × 1080 пикселей и плотности пикселей 424 ppi.
Ёмкость аккумулятора составляет 2900 мАч чего, по словам производителя, хватает на 2 дня использования.

### Программное обеспечение
В Xperia Z5 установлен Android 5.1.1 c фирменной оболочкой Sony Xperia UI.
В смартфоне предустановлено приложение PS4 Remote Play, позволяющее удаленно играть на Sony PlayStation 4 с помощью телефона.
Возможна запись 4К видео с помощью основной камеры и FullHD видео с помощью фронтальной камеры.
Для экономии заряда аккумулятора предусмотрен режим Ultra STAMINA.

## Доступные варианты
Sony Xperia Z5 доступен в белом, графитовом чёрном, золотом, темно-зелёном и пепельно-розовом цвете.
Внутренняя память может составлять только 32 Гб, но с возможностью расширения картой памяти MicroSD до 200 ГБ.

### Sony Xperia Z5 Compact
Одновременно с основным флагманом была представлена и уменьшенная модель «Xperia Z5 Compact».
Она отличается от основной модели уменьшенными весом, размером, экраном - 4,6 дюйма с пониженным до 1280 х 720 разрешением, материалом корпуса (полимер) и немного уменьшенной ёмкостью аккумулятора 2700 мАч.

### Sony Xperia Z5 Premium
Вместе с Xperia Z5 Compact был представлен Sony Xperia Z5 Premium, отличающийся от основной модели увеличенной емкостью аккумулятора и экраном, размером 5.5 дюйма с разрешением 4К. Грани у смартфона выполнены из окрашенной стали.
Еще одной особенностью Z5 Premium стало использование в смартфоне тепловых трубок для охлаждения процессора Qualcomm Snapdragon 810. В продаже смартфон появился в начале октября 2015 года.